# Pseudochazara pallida
Pseudochazara pallida is een vlinder uit de familie van de Nymphalidae, uit de onderfamilie van de Satyrinae. De soort is voor het eerst wetenschappelijk beschreven door Otto Staudinger in een publicatie uit 1901.

## Verspreiding
De soort komt voor in de Russische Altaj.

## Vliegtijd en habitat
De vlinder vliegt in juli en augustus op hellingen tot 1700 meter hoogte.